# 劳拉·布拉尼根

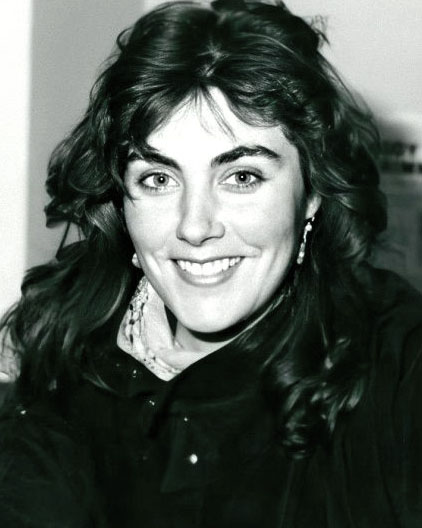
劳拉·布拉尼根

劳拉·安·布拉尼根（Laura Ann Branigan，1952年7月3日—2004年8月26日）是一位美国歌手。她的代表作、曾获得白金唱片销售认证的单曲《Gloria》（1982年）曾在美国告示牌百大單曲榜上停留36周，最高排名为第二，创造了当时的女音乐人作品排名纪录。《Gloria》亦曾登顶澳大利亚和加拿大的音乐排行榜。1984年，布拉尼根的单曲《Self Control》在美国排名第四，在加拿大和德国登顶排行榜。《Gloria》和《Self Control》都在英国取得了成功，都进入过英国单曲排行榜前十。
1980年代结束后，布拉尼根的音乐生涯也开始逐渐走低，她于1990年代发行了自己最后两张录音室专辑：《Laura Branigan》（1990年）、《Over My Heart》（1993年），两张专辑都没能吸引到歌迷，她在1990年代的剩余年月里已基本退出公众视野。2000年代初，她再度登台表演。就在录制新音乐，准备重返音乐界的时候，她于2004年8月病死在家中，病症是腦動脈瘤。